# Gottfried August Neumann-St. George
Gottfried August Neumann-St. George (* 31. Januar 1870 in Witten, Provinz Westfalen; † 18. März 1923 in Küsnacht, Kanton Zürich) war ein deutsch-schweizerischer Landschafts-, Figuren- und Stilllebenmaler der Düsseldorfer Schule.

## Leben
Neumann-St. George besuchte von 1888 bis 1891 die Königliche Kunstschule in Berlin. Von 1891 bis 1893 war er Schüler der Kunstakademie Düsseldorf. Dort waren Peter Janssen der Ältere, Eduard von Gebhardt sowie Arthur Kampf seine Lehrer. Ab 1898 lebte er in Zürich, wo er an Ausstellungen teilnahm, so 1898 und 1903 im Künstlerhaus. Zu seinen Förderern zählte der Schweizer Sammler und Kunstvermittler Richard Kisling (1862–1917).